# ゲッツィ&ブリアン
ゲッツィ&ブリアン（イタリア語: Ghezzi & Brian）は、イタリア・ミッサーリアに本社を置くオートバイメーカー・ブランドである。1995年にジュゼッペ・ゲッツィ (Giuseppe Ghezzi)とブルーニ（ブリアン）・サトゥルノ (Bruni (Brian) Saturno )が競技用オートバイメーカーとして設立。1999年には公道用オートバイの販売も開始。すべてのマシンにスポーティーさと個性を併せ持つ特徴としてモト・グッツィのV型2気筒エンジンを搭載している。

## 車種
- SuperTwin 1100
- Furia
- Pro-Thunder
- Fionda